# Browar Michaela Kirchbergera w Kłodzku
Browar Michaela Kirchbergera w Kłodzku – lokalny browar działający w latach 1865–1920, w Kłodzku przy Frankensteinerstrasse 266-267 (obecnie ul. Łukasińskiego).
Browar został założony w 1865 roku przez Antona Blechę na terenie dawnego Przedmieścia Ząbkowickiego. W 1898 roku przedsiębiorstwo zostało odkupione przez żydowskiego handlowca, Michaela Kirchbergera. Było ono najmniejszym zakładem piwowarskim działającym na terenie miasta. Produkowano tu piwa górnej fermentacji bez pomocy jakichkolwiek maszyn, co uniemożliwiało mu konkurowanie z takimi potentatami jak Glatzer Bauhaus czy Bürgerliches Brauhaus. Nowy właściciel otworzył przy ówczesnej siedzibie przedsiębiorstwa lokal połączony z zajazdem, pod nazwą Mała Tawerna, w którym serwowano piwo z browaru.

## Zobacz
- Browary w Kłodzku